# Tropicalisme

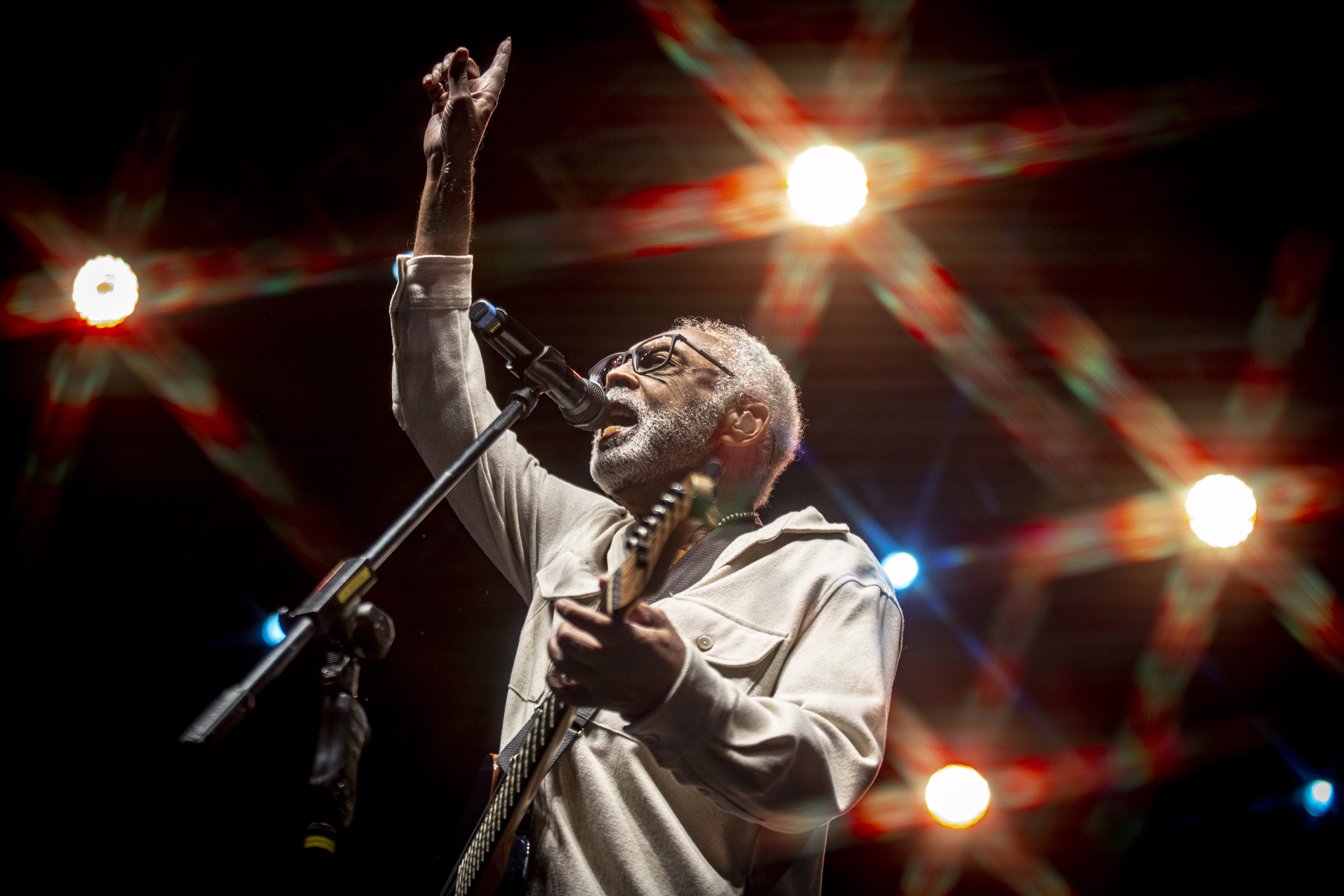
Gilberto Gil en 2022.

Le tropicalisme ou tropicália est un mouvement culturel apparu au Brésil en 1967. Son apparition fait suite au coup d'État de 1964, à l'origine de la dictature militaire. Ce courant a synthétisé divers courants sonores et lancé l’idée d’une musique universelle. Les tropicalistes contestaient le nationalisme et la musique populaire brésilienne de l’époque. Ils ont adapté le psychédélisme et le courant hippie à la réalité brésilienne.
L'album qui sert de manifeste du mouvement est Tropicalia ou Panis et Circencis de 1968 paru chez Philips et qui réunit Tom Zé, Caetano Veloso, Gal Costa et Os Mutantes[réf. nécessaire].
En 1992, Caetano Veloso et Gilberto Gil ont enregistré un disque anniversaire, qui porte le nom de Tropicália 2.

## Artistes représentatifs
- Carmen Miranda
- Chico Buarque
- Caetano Veloso
- José Carlos Capinam
- Gal Costa
- Gilberto Gil
- Guilherme Araújo
- Hélio Oiticica
- Jards Macalé
- Jorge Ben
- Jorge Mautner (en)
- Júlio Medaglia
- Maria Bethânia
- Milton Nascimento
- Os Mutantes
- Rogério Duarte
- Rogério Duprat
- Tom Zé
- Torquato Neto

### Filmographie
- (en) Brazil, The Tropicalist Revolution, documentaire de 52 minutes (présentation en ligne).